# Proviant
Proviant (auch: Verpflegung, Mundvorrat und Wegzehrung) sind Nahrungsmittel, die während der Abwesenheit von zu Hause von Personen mitgenommen werden. Proviant nehmen beispielsweise Reisende mit auf ihren Weg, auch Wanderer, Bergsteiger und

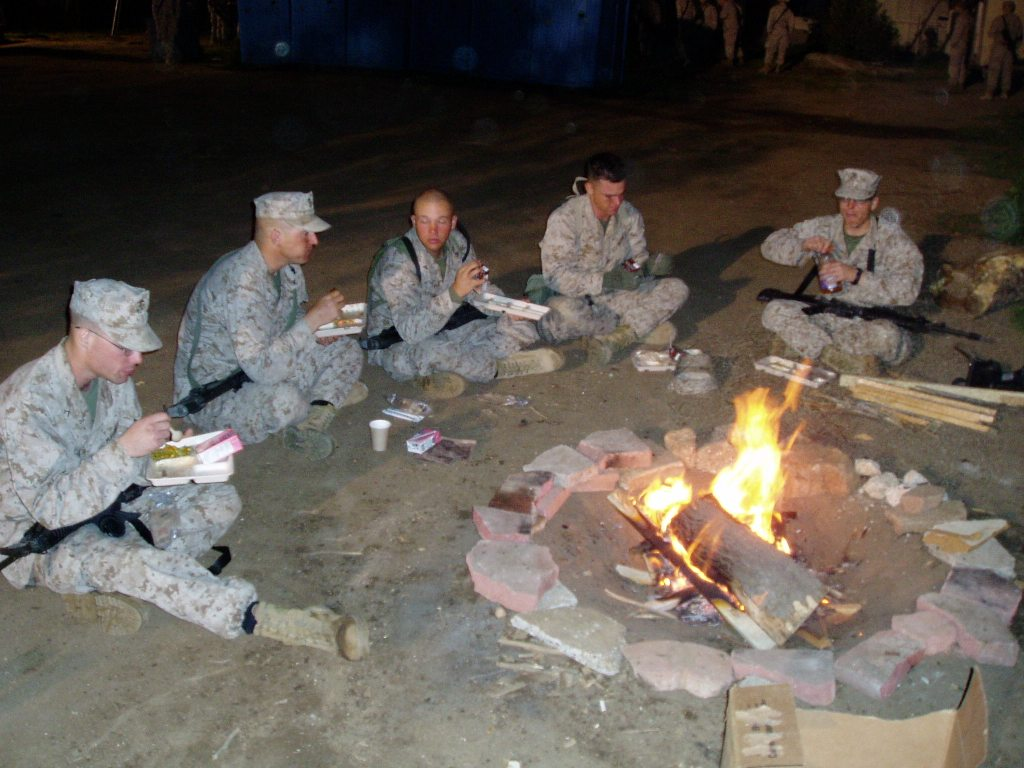
Truppenverpflegung am Lagerfeuer

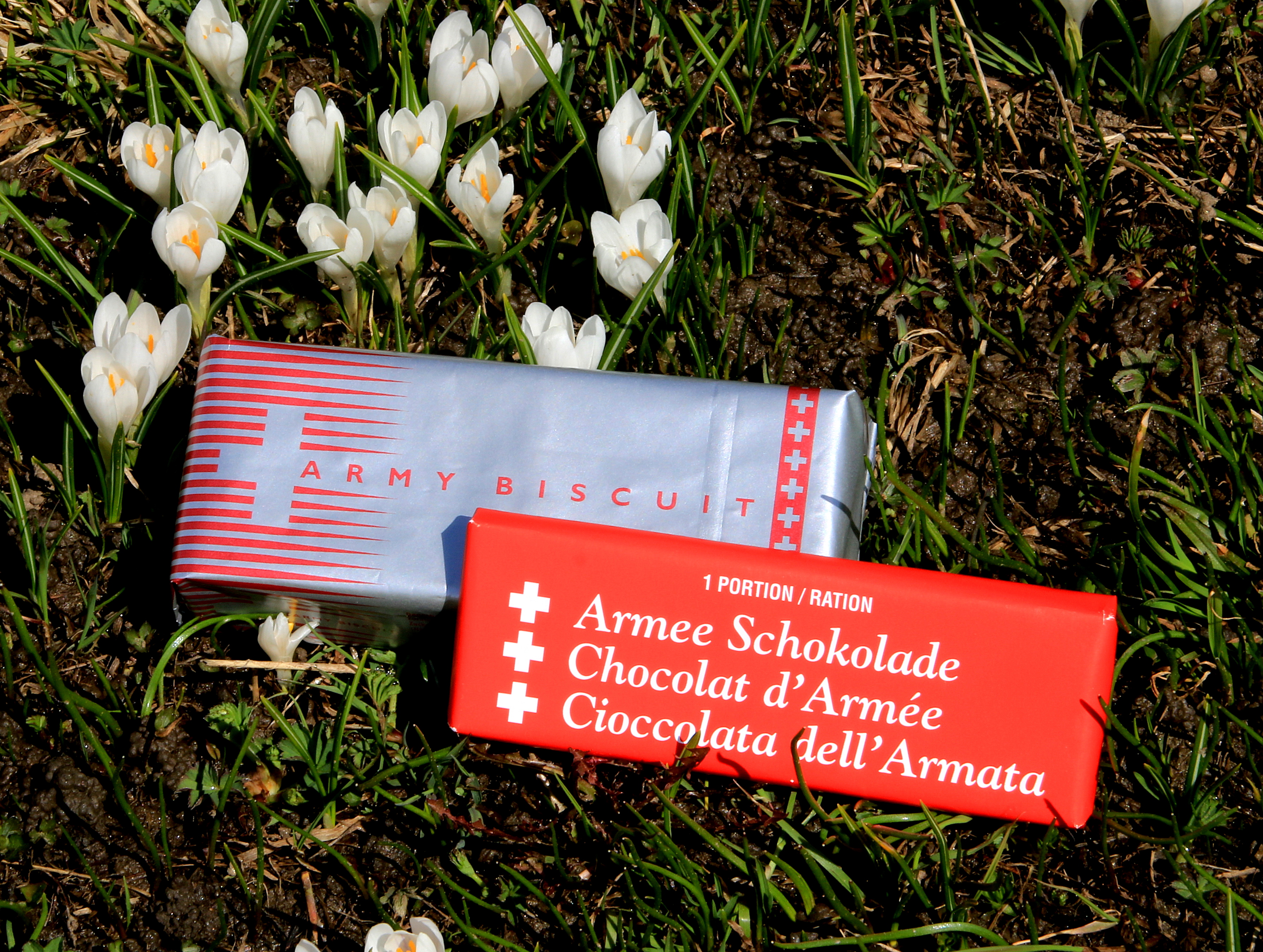
Notproviant: Schweizer Armeeschokolade und Biscuits

Radreisende.

## Etymologie
Das Wort Proviant geht sehr wahrscheinlich auf das italienische provianda zurück. Dies war eine Zusammensetzung der beiden französischen Wörter provende (= Mundvorrat) und viande (= Speise, Fleisch). Kluge vermutet eine Herkunft aus dem lateinischen praebenda (eine „gewährte Verköstigung“). Bereits im 16. Jahrhundert benutzte man das Wort proviantieren für „sich mit Proviant ausstatten“.

## Geschichte
Dieser Begriff hat zugleich einen militärischen Hintergrund. Nicht erst zur Zeit des Dreißigjährigen Kriegs besorgte man sich die Verpflegung auch gegen den Willen der Bevölkerung. Bereits von Julius Caesar stammt das Zitat: „Der Krieg ernährt sich selbst.“ Der Mangel an Proviant war hingegen für viele Armeen entscheidend für die Niederlage.
Die Beschaffung von Proviant und die Verteilung desselben an die Truppen (Truppenverpflegung) wurde beim deutschen Militär bis zum Ersten Weltkrieg von der Intendantur geleitet. Zuständig waren die jeweiligen Proviantämter in den einzelnen Garnisonen mit je einem Proviantmeister an der Spitze. Für das mobile Heer waren es die Feldproviantämter. Die fünf Proviantkolonnen jedes Armeekorps führten dabei die Mundverpflegung für mindestens drei Tage mit sich.
Sogenannte Verpflegungsstationen (auch: Naturalverpflegungsstationen) waren bis zu Beginn des 20. Jahrhunderts Anstalten, die dazu dienten, die Wanderbettelei (Vagabondage) dadurch zu bekämpfen und einzudämmen, dass mittellosen Wanderern Unterkunft, Nahrung und auch Kleidung geboten wurde. Diesen Aufgaben hatte sich insbesondere der 1883 begründete Zentralverein zur Bekämpfung der Vagabondage gewidmet.
Heute übernehmen Bahnhofsmission, Obdachlosenheime und kirchlich organisierte oder privat eingerichtete Verpflegungsstellen (Suppenküchen, Tafel usw.) die Verpflegung von in Armut geratenen Menschen.